# نیسا (اوپوله)
نیسا (به لاتین: Nysa) یک شهر و گمینا در لهستان است که در گمینا نسا واقع شده‌است. نیسا ۲۷٫۵ کیلومتر مربع مساحت و ۴۴٬۴۱۹ نفر جمعیت دارد و ۱۹۵ متر بالاتر از سطح دریا واقع شده‌است.

## خواهرخوانده
شهرهای بالتییسک، لودینگ‌هاوزن، اینگلهایم آم راین، یسنیک، شومپرک، تورنی و مارسالا خواهرخوانده‌های نیسا (اوپوله) هستند.